# Thomas George Montgomerie
Thomas George Montgomerie (1830 - 1878) foi um topógrafo e militar britânico que participou no Great Trigonometric Survey da Índia Britânica na década de 1850. Foi ele que designou o K2, a segunda mais alta montanha do mundo, a partir do K para Karakoram.
Apesar de muitas vezes ser impossível o acesso a curta distância aos locais a cartografar, o trabalho de pesquisa do século XIX realizado por Montgomerie e a pesquisa da Índia demonstraram ser precisos. As altitudes dos principais cumes que calcularam estão muito próximas das altitudes que são aceites no presente.
Posteriormente, esteve envolvido em tentativas de estender a pesquisa da Índia ao Tibete. O Tibete não fazia parte do Império Britânico e estava fechado a estrangeiros, por isso ele empregou e treinou indianos, que entraram no Tibete disfarçados de tibetanos viajantes e ficaram conhecidos como especialistas.
Em 1867, o Major Montgomerie foi designado para Peshawar, onde foi encarregado de recrutar agentes nativos para explorar a Ásia Central. Montgomerie recrutou vários indivíduos para pesquisar Chitral e Badakhshan, incluindo Hyder Shah, que em 1870 viajou pelos estados principescos de Swat e Dir e Badakhshan.

## Lista de publicações
- T. G. Montgomerie, "A Havildar's Journey through Chitral to Faizabad in 1870," Journal of the Royal Geographical Society of London. vol. 42, 1872, pp. 180–201
- Lieut.-Col. T. G. Montgomerie, "Journey to Shigatze, in Tibet and Return by Dingri-Maidan into Nepaul in 1871, by the native Explorer No. 9" Journal of the Royal Geographical Society of London, 1876
- Lieut.-Col. T. G. Montgomerie, "Narrative of an Exploration of the Namcho, or Tengri nur Lake in Great Tibet made by a native Explorer during 1871–2" Journal of the Royal Geographical Society of London, 1876
- Lieut.-Col. T. G. Montgomerie, "Journey from Pitoragarh, In Kumaon, via Jumlah, to Tadum and back, along the Kali Gandak to British Territory" Journal of the Royal Geographical Society of London, 1876